# Luwsangiin Erchemdschamts
Luwsangiin Erchemdschamts (mongolisch Лувсангийн Эрхэмжамцm englisch Luvsangiin Erkhemjamts; * 18. Januar 1943 in Ulan Bator) ist ein mongolischer Radrennfahrer und nationaler Meister im Radsport.

## Sportliche Laufbahn
Erchemdschamts war Teilnehmer der Olympischen Sommerspiele 1964 in Tokio und wurde im olympischen Straßenrennen als 85. klassiert. Im Mannschaftszeitfahren wurde sein Team in der Besetzung Jandschingiin Baatar, Luwsangiin Buudai, Luwsangiin Erchemdschamts und Tschoidschildschawyn Samand 23. von 33 gestarteten Mannschaften.
Er wurde nationaler Meister im Straßenrennen 1965. Erchemdschamts startete bei der Internationalen Friedensfahrt 1965 und wurde 67. im Gesamtklassement, 1967 belegte er den 67. Platz.